# الهزة (الحيمة الخارجية)

تعديل مصدري - تعديل

الهزة هي إحدى قرى عزلة مفحق بمديرية الحيمة الخارجية التابعة لمحافظة صنعاء، بلغ تعداد سكانها 212 نسمة حسب تعداد اليمن لعام 2004.